# Pavel Samosatski
Pavel Samosatski (imenovan tudi Pavel Antiohijski) je bil  krščanski škof in patriarh v mestu  Antiohija. * 200 Samosata † 275 v izgnanstvu. 

## Življenjepis
Pavel se je rodil v skromni družini v mestu Samosata leta 200. Leta 260 je bil izvoljen za patriarha v uglednem mestu Antiohiji. Kmalu je povzročil pohujšanje, ker je dovolil, da so v njegovi hiši živele ženske; to je dovolil tudi svojim duhovnikom. Patriarh je bil do leta 268.
Obenem pa je bil zaupnik in namestnik palmirske kraljice Zenobije. 
Kot krščanski teolog je zagovarjal herezijo monarhianizma. Ta nauk odstopa od tradicionalnega učenja glede odnosov med osebami v Sveti Trojici in je povezan s herezijo adopcionizma. S tem je prišel v spor z drugimi škofi ter tudi z rimskim škofom. 

### Spor z rimskim škofomFeliksom
Tudi Feliks - kot njegov predhodnik - se je moral še boriti proti zmoti subordinacionizma. 
Med njegovim vladanjem je namreč viharno nastopil antiohijski škof Pavel Samosatski. Očitajo mu, da je bil nasilnež in ženskar pod pretvezo platonske ljubezni. Od tradicionalnega krščanskega nauka o Sveti Trojici je odstopal z nekaterimi svojimi trditvami:
- V  Bogu obstaja le ena oseba – Oče; Sin je z njim povezan tako kot razum s človekom in se zato imenuje Beseda.
- Kristus je bil le človek, ki ga je pri krstu prešinila Božja moč – Beseda in ga povzdignila nad druge ljudi.

Azijski škofje so o njegovem učenju razpravljali na treh cerkvenih zborih ter so ga na antiohijskem zboru 268 obsodili kot krivoverca. Zato so ga razrešili škofovstva ter izvolili škofa Domnusa na njegovo mesto.  Glede tega so pisali tudi Dioniziju, da bi odločitve potrdil. Ker je on medtem že umrl, je sklepe potrdil njegov naslednik papež Feliks I.. On je potrdil izročeno vero:
- ”Verujemo v Jezusa Kristusa,  ki je rojen iz Device Marije, da je on večni Sin in Beseda Boga Očeta, ki je bil pravi Bog, se popolnoma učlovečil in si privzel telo od Device.”

Vendar Pavel ni odnehal; ni se hotel odpovedati škofijskemu sedežu v Antiohiji. Ščitila ga je palmirska kraljica Zenobija; položaj se je spremenil, ko jo je 272 porazil cesar Avrelijan. Ko so antiohijski kristjani predstavili spor cesarju Avrelijanu, je razsodil, da je treba izročiti škofijsko palačo tistemu škofu, ki je v edinosti s škofi Italije in še posebej z rimskim škofom.
„Take občutke je gojil do nas kristjanov Avrelijan tedaj”, poroča zgodovinar Evzebij. 
Ta škof je nedvomno bil Feliks. On je s cesarskim pooblastilom zapovedal Pavlu, da naj se umakne ter umestil Domnusovega naslednika Timeja (Timaeus), ki je nastopil službo že 270.

## Smrt
O njegovem poznejšem življenju nimamo drugih podatkov kot to, da je umrl 275 v izgnanstvu. 

### Ocena
- Zgodovinar Evzebij omenja, da Pavel ni preveč cenil svoje cerkvene službe, saj je baje dejal: »Bolj mi je všeč, da me imenujejo državnega upravnika kraljice Zenobije kakor pa škofa. [4]
- Pavel je imel vpliv še v začetku 4. stoletja, ko se je neka skupnost imenovala 'pavlinisti' s škofom Pavlom. Pavel Samosatski je omenjen in obsojen na Prvem nicejskem vesoljnem cerkvenem zboru v 19. kanonu.
- Učenje, ki je podobno Pavlovi in Arijevi hereziji, zastopa danes ločina Jehovovih prič; oni sicer priznavajo Jezusu položaj Odrešenika, vendar ga imajo le za stvar;  po njihovem mnenju je Bog samo Jehova (pravilno Jahve), oziroma Bog stare zaveze.
- Subordinacianizem, ki trdi, da je Jezus nižji od Očeta, da mu je torej podrejen (subordiniran), ki zveni iz izražanja nekaterih teologov 2. in 3. stoletja – tudi iz spisov Pavla Samosatskega – postane v 4. stoletju z arijanstvom izrečno krivoverstvo. Na koncilu v Niceji (325) je bil arianizem obsojen; slovesno je bilo razglašeno božanstvo in sobistvenost Sina z Očetom. [5]